# Zakarias Rehnberg (1685–1756)
Zakarias Rehnberg, född 3 december 1685, död 27 juli 1756 i Svanshals församling, Östergötlands län, var en svensk militär.

## Biografi
Zakarias Rehnberg föddes 1685. Han var son till hovintendenten Zakarias Rehnberg och Margareta von Beijer. Rehnberg blev 9 december 1694 student vid Uppsala universitet och blev 1702 fänrik vid Smålands femmänningsinfanteriregemente, med fullmakt 30 december 1703. Han blev 16 januari 1705 löjtnant vid regementet och 6 mars 1706 regementskvartermästare. Rehnberg blev 8 november 1709 kapten vid Jönköpings regemente och avskedades från tjänsten 9 april 1712 för opasslighet. Han fick 16 november 1719 majors karatär och blev 16 november 1720 major vid Östgöta kavalleriregemente. Den 26 april 1753 utnämndes han till riddare av Svärdsorden. Rehnberg avled 1756.
Rehnbergs och Faltzburgs vapen målades på orgelläktaren i Svanshals kyrka.

### Egendom
Rehnberg ägde gårdarna Renstad (tidigare Kälkestad) i Svanshals socken och Västberga i Brännkyrka socken.

### Familj
Rehnberg gifte sig första gången 1711 med friherrinnan Maria Sparre (1682–1716), som var dotter till överstelöjtnanten Johan Sparre och Margareta Bonde. De fick tillsammans barnen Margareta Charlotta Rehnberg (1712–1755), som var gift med kaptenen Nils Gustaf Boije af Gennäs, löjtnanten Mårten Vilhelm Rehnberg (1713–1733), löjtnanten Johan Carl Rehnberg (1714–1740), löjtnanten Zakarias Gustaf Rehnberg (född 1715) och Ulrika Eleonora Rehnberg (1716–1794), som var gift med överstelöjtnanten Fredrik von Kothen.
Rehnberg gifte sig andra gången 2 april 1719 på Lundby i Lids församling med friherrinnan Juliana Faltzburg, som var dotter till presidenten Gustaf Faltzburg och Christina Skyttehielm samt dotterdotter till Joakim Skyttehielm. De fick tillsammans barnen Gustaf Fredrik Rehnberg (1720–1720), ryttmästaren Gustaf Fredrik Rehnberg (1721–1795), Christina Juliana Rehnberg (1722–1798), Engela Maria Rehnberg (1723–1735), Axel Joakim Rehnberg (1725–1725), Hedvig Catharina Rehnberg (född 1726), som var gift med ryttmästaren Peter Högendahl, översten Carl Göran Rehnberg  (1727–1796), Regina Medea Rehnberg (1729–1798) och Axel Christoffer Rehnberg (1731–1731).